# Matt Nielsen
Matthew Peter „Matt” Nielsen (ur. 3 lutego 1978 w Sydney) – australijski koszykarz, występujący na pozycji skrzydłowego, olimpijczyk, po zakończeniu kariery zawodniczej trener koszykarski, obecnie asystent trenera San Antonio Spurs oraz w kadrze Australii.
8 września 2021 został asystentem trenera San Antonio Spurs.

## Osiągnięcia
Na podstawie, o ile nie zaznaczono inaczej.

### Drużynowe
- Mistrz:
  - Eurocup (2010, 2012)
  - Ligi Bałtyckiej (2006, 2007)
  - Australii (2003, 2004)
  - Litwy (2006)
- Wicemistrz:
  - Eurocup (2007)
  - Ligi Bałtyckiej (2008)
  - Litwy (2007, 2008)
  - Grecji (2011)
  - Rosji (2012, 2013)
- Zdobywca pucharu Grecji (2011)
- Finalista pucharu Litwy (2007, 2008)
- Brąz pucharu Hiszpanii (2010)

### Indywidualne
- MVP:
  - Eurocup Final Four (2010)
  - sezonu NBL (2004)
  - finałów NBL (2004)
  - 3 tygodnia TOP 16 Eurocup (2009/10)
- Debiutant Roku NBL (1997)
- Zaliczony do:
  - I składu Eurocup (2010)
  - II składu:
    - Eurocup (2009)
    - NBL (2001, 2002, 2003)
- Uczestnik meczu gwiazd:
  - ligi litewskiej (2007)
  - Ligi Bałtyckiej (2006)
  - wschodzących – Nike Hoop Summit (1997[4], 1998[5])
- Laureat Medalu Gaze’a (2003)

### Reprezentacja
- Mistrz:
  - Oceanii (2003, 2005, 2011)
  - Igrzysk Dobrej Woli (2001)
  - świata U–22 (1997)
- Wicemistrz turnieju:
  - London Invitational (2011)
  - Diamond Ball (2008)
- Uczestnik:
  - igrzysk olimpijskich (2004 – 9. miejsce, 2008 – 7. miejsce, 2012 – 7. miejsce)
  - mistrzostw świata (2010 – 11. miejsce)
  - turnieju Diamond Ball (2004 – 5. miejsce, 2008)

### Trenerskie
Jako asystent trenera
- Uczestnik mistrzostw świata (2023 – 10. miejsce)[6]